# Elie Bockstal
Elie Bockstal (Ronse, 3 mei 1933 - aldaar, 1 september 2019) was een Belgisch politicus voor de CVP.

## Levensloop
Bockstal behaalde het diploma van licentiaat in de economische wetenschappen aan de Rijksuniversiteit Gent en werd kaderlid in een textielbedrijf. Hij was van 1971 tot 1975 gemeenteraadslid van Ronse en van 1983 tot 1992 gemeenteraadslid van Maarkedal, waar hij van 1984 tot 1988 schepen was.
Bij de federale verkiezingen van 8 november 1981 werd hij op de CVP-kieslijst verkozen tot lid van de Kamer van volksvertegenwoordigers voor het kiesarrondissement Oudenaarde en zetelde tot in oktober 1985. Daarna zetelde hij van november 1987 tot oktober 1991 in de Senaat als rechtstreeks gekozen senator voor het kiesarrondissement Aalst-Oudenaarde. In de periode december 1981-oktober 1985, en opnieuw van februari 1988 tot november 1991, had hij als gevolg van het toen bestaande dubbelmandaat ook zitting in de Vlaamse Raad. Na zijn parlementaire carrière was hij tot aan zijn pensioen in 1998 ombudsman bij De Post.